# Neoirichohalticella sringeriensis
Neoirichohalticella sringeriensis är en stekelart som beskrevs av T.C. Narendran 2006. Neoirichohalticella sringeriensis ingår i släktet Neoirichohalticella och familjen bredlårsteklar. Inga underarter finns listade i Catalogue of Life.